# Болівійсько-японські відносини
Болівійсько-японські відносини - двосторонні дипломатичні відносини між Болівією та Японією. Країни підтримують дружні відносини, важливість яких ґрунтується на історії японської міграції до Болівії. Приблизно 14 000 болівійців мають японське походження. Держави є членами Форуму співробітництва Східної Азії та Латинської Америки.

## Історія
У 1899 перші японські мігранти прибули до Болівії: 91 робітник прибув до країни з Перу для роботи на каучукових плантаціях у Болівії. Протягом наступних кількох десятиліть кілька тисяч японських мігрантів іммігрували до Болівії у пошуках роботи. Більшість із них оселилися в департаментах Бені та Санта-Крус.
3 квітня 1914 Болівія та Японія встановили дипломатичні відносини.
Під час Другої світової війни Болівія розірвала дипломатичні відносини із Японією. За винятком двадцяти дев'яти японців депортованих до США, Друга світова війна мало вплинула на життя представників японської діаспори в Болівії, тим більше, що уряд не вжив антияпонських заходів.
20 грудня 1952 відносини між країнами відновлені.
У 1954 кілька японських жителів із контрольованої США префектури Окінава переселені до Болівії. Необхідність переселення надлишкового населення із зруйнованої війною Японії задовольнила бажання уряду Болівії освоїти східні низовини у департаменті Санта-Крус. Японські переселенці заклали фундамент «Нової Окінави» неподалік міста Санта-Крус-де-ла-Сьєрра.
У 1991 президент Болівії Хайме Пас Самора став першим главою болівійської держави, що відвідав Японію.
У 1999 японська принцеса Саяко Курода відвідала Болівію, щоб відзначити століття з дня початку японської імміграції до Болівії.
У 2009 японський принц Масахіто відвідав Болівію, щоб відзначити 110-ту річницю імміграції японців до Болівії. Принц Масахіто також відвідав місто Нова Окінава.
Японське агентство міжнародного співробітництва має офіс у Болівії та займається кількома проектами розвитку в країні.

## Візити на високому рівні
З Болівії до Японії:
- президент Хайме Пас Самора (1991);
- президент Гонсало Санчес де Лосада (1996);
- президент Ево Моралес (2007 та 2010).

З Японії до Болівії:
- принцеса Саяко Курода (1999);
- принц Масахіто (2009).

## Двосторонні угоди
Між країнами підписано кілька двосторонніх угод, такі як: Угода про імміграцію з Японії до Болівії (1956); Угода про співпрацю японських добровольців у Болівії (1977) та Угода про технічне співробітництво (1978).

## Торгівля
У 2017 обсяг товарообігу між країнами становив суму 913 мільйонів доларів США.
Експорт Болівії до Японії: цинк, срібло, залізо, насіння кунжуту, кава, цукор та кіноа.
Експорт Японії до Болівії: автомобілі, автомобільні запчастини, машинне обладнання, електрообладнання та мотоцикли. Японська транснаціональна компанія Sumitomo Group представлені в Болівії.

## Дипломатичні представництва
- Болівія має посольство в Токіо[9].
- У Японії є посольство в Ла-Пасі та консульство в Санта-Крус-де-ла-Сьєррі[10].